# مارکو بوریلو
مارکو بوریلو (به ایتالیایی: Marco Borriello) (زادهٔ ۱۸ ژوئن ۱۹۸۲) بازیکن فوتبال اهل کشور ایتالیا است.